# Aerator (napowietrzanie wina)
Aerator, napowietrzacz do wina – przyrząd w formie nalewaka lub lejka służący do szybkiego i wydajnego napowietrzania wina przy jego serwowaniu.
Praktyka celowego napowietrzania wina przy jego podawaniu ma na celu poprawienie walorów smakowo-zapachowych. Dzięki niej w pożądany sposób utleniają się pewne substancje aromatyczne, ulatniają się ewentualne niepożądane związki lotne oraz zmniejsza się wyczuwalność tanin, prowadząc do łagodniejszego smaku trunku. Jednak nie dla wszystkich win takie dodatkowe utlenianie jest korzystne. Stosuje się je zwłaszcza w przypadku młodych win czerwonych bogatych w taniny. Nadmierne napowietrzanie może prowadzić do nadmiernego utlenienia i spowodować, że wino będzie zwietrzałe.
Często stosowaną alternatywą dla użycia aeratora jest dekantacja lub kilkakrotnie zakręcenie kieliszkiem z winem.